# Кельты

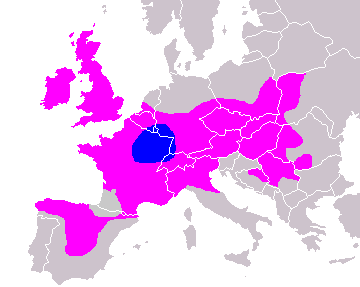
Примерная область расселения кельтов в древности в Европе. Синим выделен район расселения протокельтов (предков будущих кельтов) в 1500—1000 гг. до н. э.; розовым — различных кельтских племён в 400 г. до н. э. (для ориентировки приведены границы современных государств)

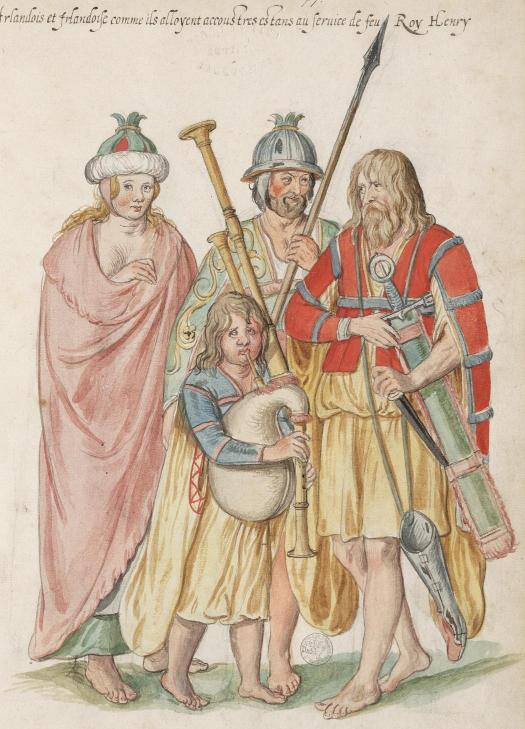
Группа ирландцев на службе Генриха VIII, около 1575 года

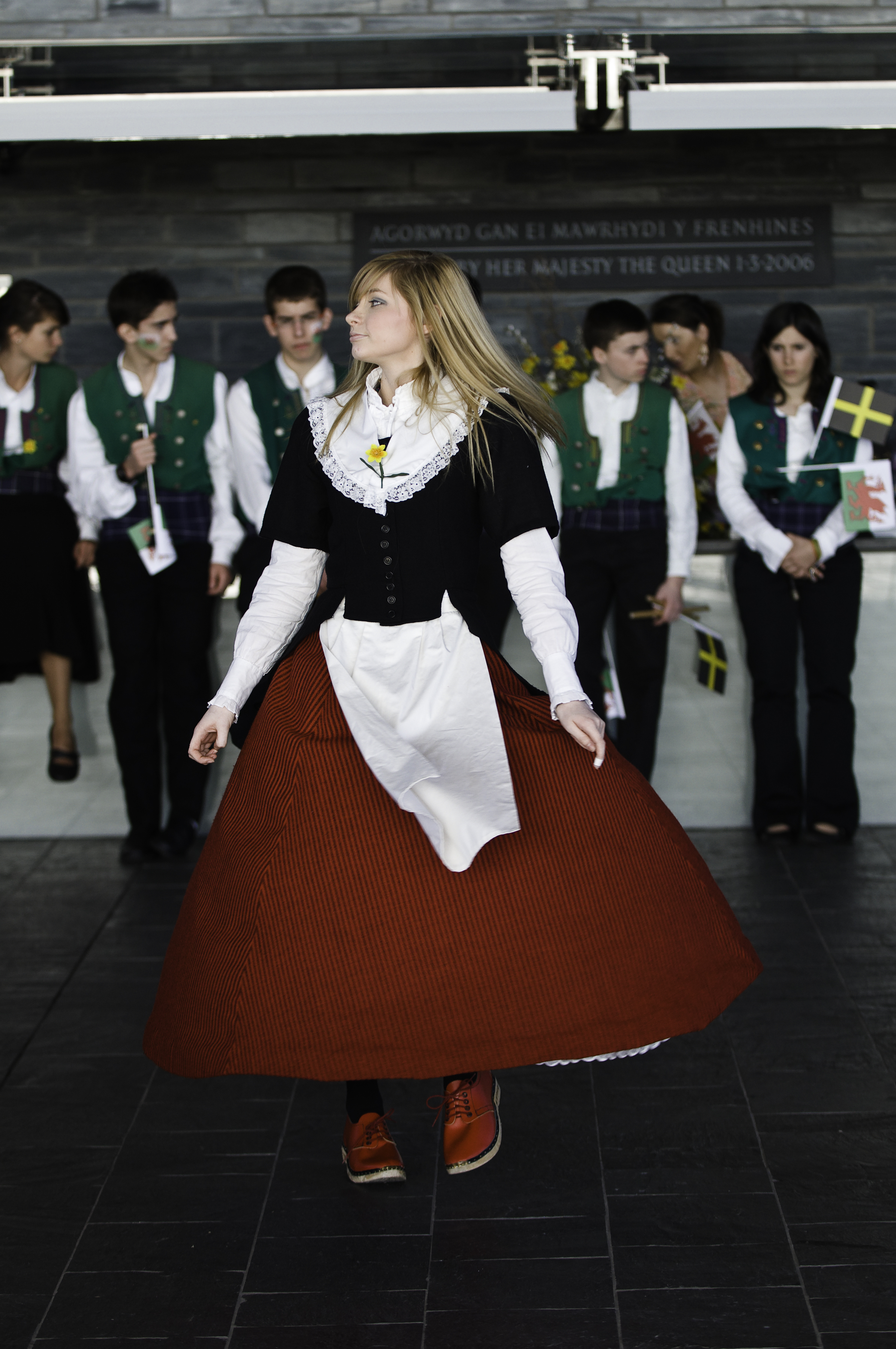
Валлийская девушка в национальной одежде валлийцев, исполняющая национальный танец

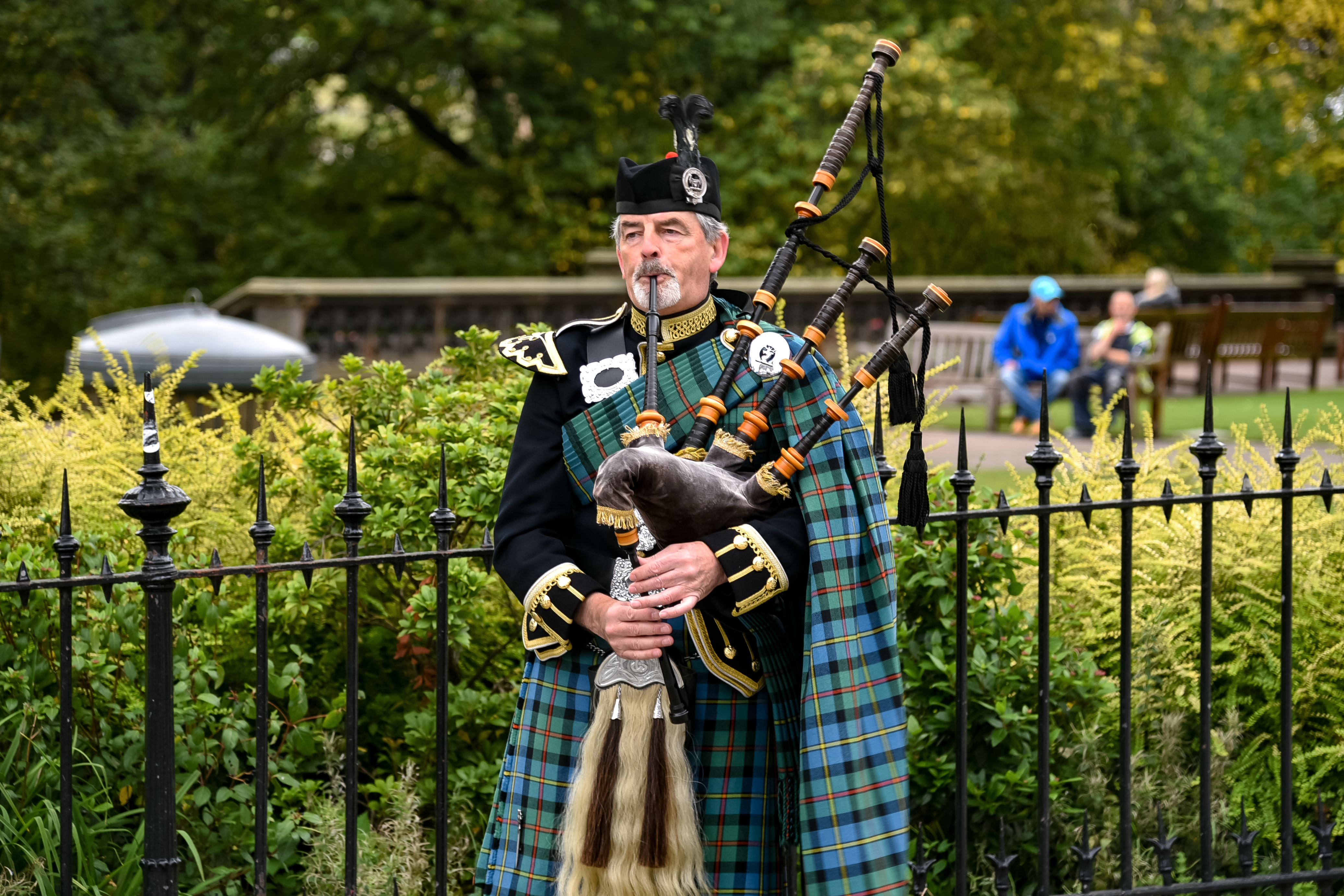
Шотландец, носящий килт и играющий на волынке

Ке́льты (греч. Κελτοί, лат. Celtae) — близкие по языку и материальной культуре племена индоевропейского происхождения, в древности на рубеже до нашей эры населявшие обширную территорию в Западной и Центральной Европе.
Сегодня кельтские народы населяют, в основном, Уэльс, Корнуолл, Бретань, Остров Мэн, Ирландию и Шотландию. Говорят на кельтских языках.

## Происхождение названия
Первое зафиксированное использование названия «кельты» — др.-греч. Κελτοί («кельты») — для обозначения этнической группы было сделано греческим географом Гекатеем Милетским в 517 году до н. э., когда он писал о народе, живущем вблизи Массилии (современный Марсель). В V веке до н. э. Геродот упоминал кельтоев, живущих в верховьях Дуная, а также на дальнем западе Европы.
Этимология термина Κελτοί неясна. Возможные корни включают индоевропейский *kʲel «скрывать» (присутствует также в древнеирландском ceilid) или же *kʲel «жар», или *kel «принуждать, побуждать». Некоторые учёные предполагают, что это эндоэтноним, в то время как другие рассматривают его как имя, придуманное греками. Лингвист Патриция де Бернардо Стемпель принадлежит к последней группе, и предлагает значение «высокие».
В I веке до н. э. Юлий Цезарь сообщал, что люди, известные римлянам как галлы (лат. Galli), называли себя кельтами. Это говорит о том, что даже если имя «кельты» было дано греками, то оно в какой-то степени было принято галльскими племенами в качестве собирательного названия.
В современном английском языке слово celt впервые зафиксировано в 1707 году в сочинении лингвиста Эдварда Ллуйда, чья работа, наряду с работой других учёных конца XVIII века, привлекла внимание научного мира к языкам и истории ранних кельтских обитателей Великобритании.

## История

### Происхождение кельтов
Существует много теорий относительно происхождения кельтов и их прародины, но при этом все исследователи согласны в том, что появление кельтов было частью миграции индоевропейцев в Европу.
Попытки отождествить первое индоевропейское население Европы с конкретной археологической культурой пока не дали вполне удовлетворительных и общепризнанных результатов. По наиболее распространенному мнению, появление протокельтов в Европе связано с появившейся в III тыс. до н. э. культурой шнуровой керамики и боевых топоров, которая была распространена от Нижнего Дуная до Франции. С протокельтами также связывают культуру полей погребальных урн с центрами распространения в Южной Германии и среднем течении Дуная. К IX—VIII векам до н. э. эта культура распространилась на юге Франции и в Северо-Восточной Испании. Её носители имели весьма развитые навыки обработки бронзы, позволившие им создать первые в европейской цивилизации боевые доспехи (находки в Чака, Словакия).

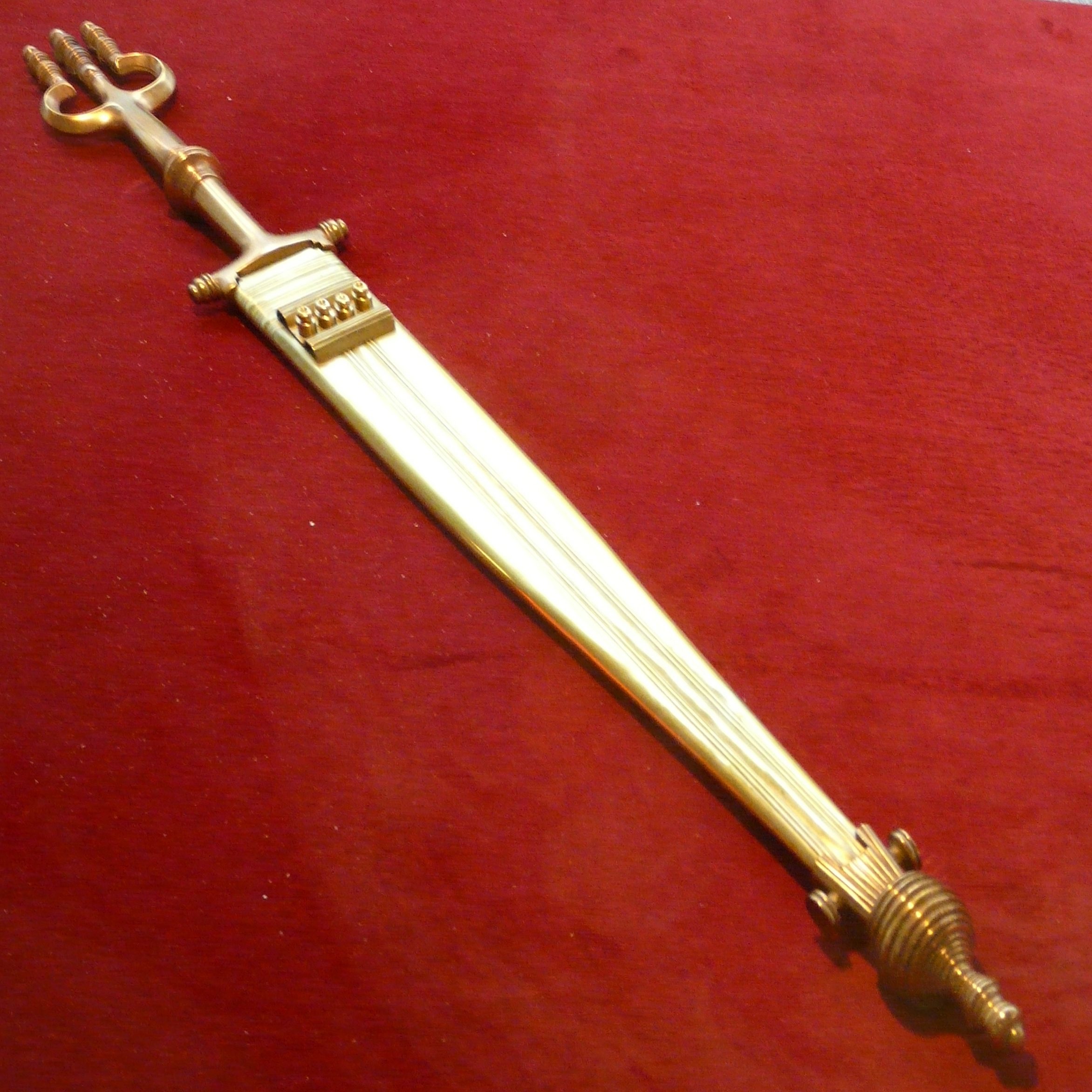
Гальштатский бронзовый меч

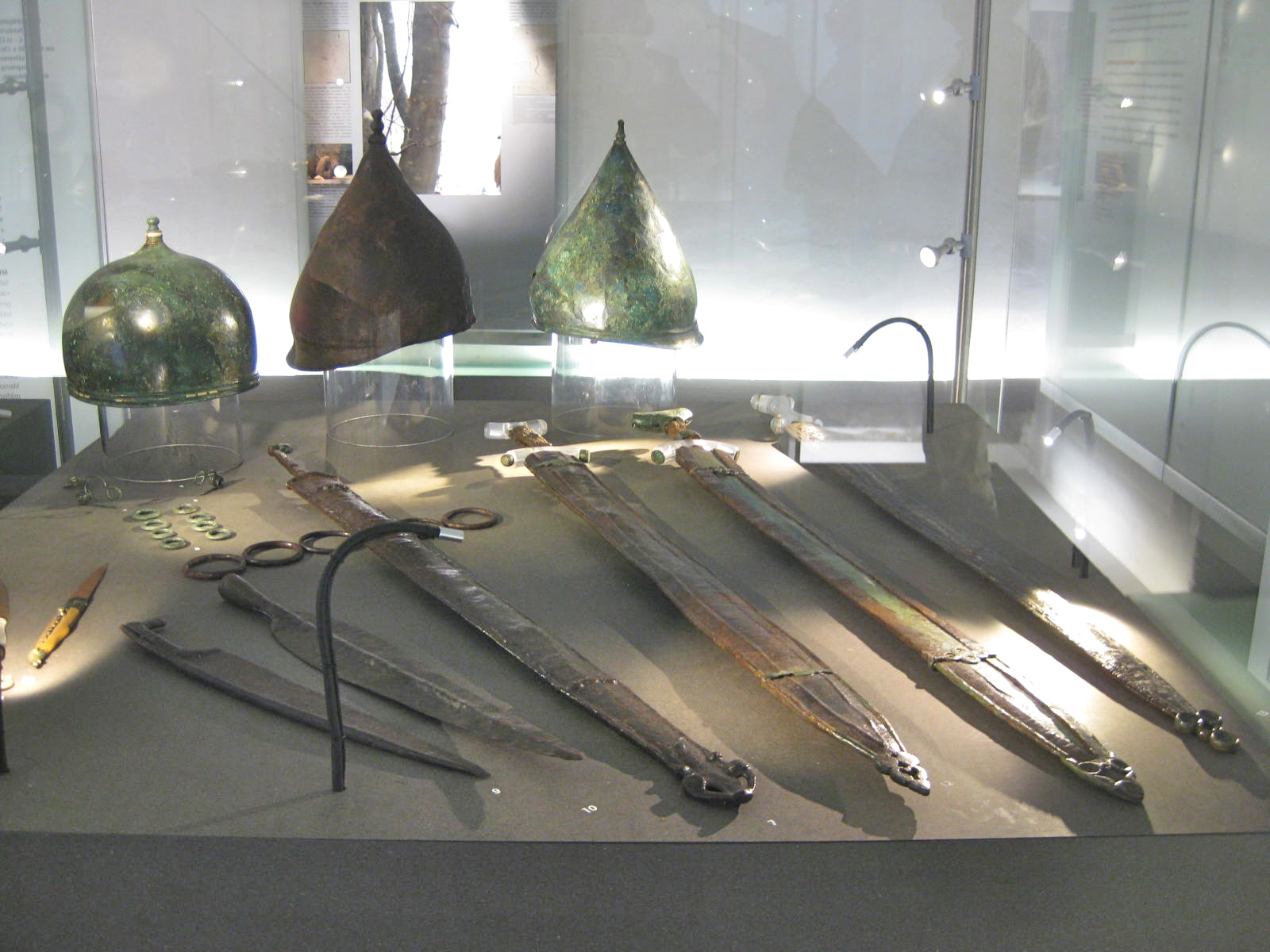
Железные мечи и шлемы из Халлайна

С исторически известными кельтскими племенами связывают два последующих периода, представляющих европейский железный век: гальштатский период, VIII—VI века до н. э. (по названию поселения Гальштат в Австрии) и латенский период (по названию стоянки Ла Тен в Швейцарии), который длился с 500 года до н. э. по I век до н. э., а в Ирландии — ещё несколько столетий. В этот период кельты расселились по всей Европе.

### Контакты с античными цивилизациями
Кельты были одним из самых воинственных народов в Европе. Для устрашения противника перед битвой они издавали оглушительные вопли и трубили в боевые трубы — карниксы, раструбы которых были сделаны в виде голов животных. В I тысячелетии до н. э. кельты для увеличения прочности колёс своих колесниц стали применять металлический обод. Колесо является атрибутом Тараниса — кельтского божества-громовержца. Наиболее многочисленными племенами кельтов были гельветы, белги, арверны. Наиболее значительными — гельветы, бойи, сеноны, битуриги, вольки.
Античный мир впервые узнал о кельтах через греческую колонию Массилию (современный Марсель, основанный около 600 года до н. э.). Римское название «галлы» использовалось в отношении племён, обитавших севернее Массалии, между реками Гаронной (отделявшей их от аквитанов), Луарой (на север от которой жили племена армориканцев) и реками Марна и Сена (отделявших их от племён белгов). На северо-востоке границей обитания галлов был Рейн, а на юго-востоке — Альпы.
В 390 году до н. э. вторгшиеся кельты разграбили Рим (Битва при Аллии), одновременно уничтожив все римские исторические записи, сделанные до этого времени.
Восточные кельты, расселённые по долине Дуная, проникли далеко на восток в 281 г. до н. э. во Фракию на севере Греции. Греки называли их галатами.
В 279 году до н. э. кельтский вождь Бренн, возглавлявший большое войско, намеревался осквернить и разграбить храм Аполлона в Дельфах, но, как утверждается, его напугала разразившаяся гроза, которую он посчитал зловещим предзнаменованием. В 278 году до н. э. около десяти тысяч кельтов (включая женщин, детей и рабов) переправились в Малую Азию по приглашению царя Вифинии Никомеда I, которому требовалась поддержка в династической борьбе. Позднее они расселились в восточной Фригии, Каппадокии и центральной Анатолии и создали государство Галатия, просуществовавшее до 230 года до н. э.
Расселяясь, кельты смешивались с местными племенами: иберами, лигурами, иллирийцами, фракийцами, но некоторым из них длительное время удавалось сохранять свою идентичность (лингоны, бойи). Кельты были очень многочисленными племенами (например, только в племени гельветов было 368 000 человек во время похода против них Цезаря, согласно проведённой ими самими переписи, результаты которой нашли в лагере побеждённых гельветов римляне; с гельветами вместе передвигалась и часть племени бойев, численностью не менее 32 000 человек — столько их оказалось после победы Цезаря над гельветами, причём также тут было 36 000 тулингов, 14 000 латовиков и 23 000 раураков). Кельты южной Франции развивались в условиях активного взаимодействия с античными городами-государствами и потому отличались наиболее высоким уровнем культуры. В Богемии кельты поселились не позднее VI века до н. э., и сама эта страна получила название от кельтского племени бойев.
Кельтское происхождение арвернов по сей день под вопросом, а большая часть племенного союза белгов имела германские корни; во всяком случае, большинство специалистов рассматривают их племена как имеющие, вероятно, смешанное, германо-кельтское происхождение. Битуриги и вольки также не были исконно кельтскими племенами. Сама постановка вопроса о происхождении нуждается в уточнении, формулируя которое учёные приходят к выводу, что во времена миграций бронзового и железного веков пришельцы (в разные исторические периоды это могли быть кельты, германцы и другие) не столько вытесняли (или истребляли) побеждённое автохтонное население, сколько включались с ними в процесс взаимной ассимиляции, следствием которого являлось формирование новых этносов, сохранявших один из прежних этнонимов.

### Кельты и Древний Рим
Междоусобные войны, ослаблявшие кельтов, способствовали вторжению германцев с востока и римлян с юга. Германцы оттеснили часть кельтов в I веке до н. э. за Рейн. Юлий Цезарь в 58—51 годах до нашей эры овладел всей Галлией (см Галльская война). При Августе римлянами были завоёваны области по верхнему Дунаю, северная Испания, Галатия, а при Клавдии (середина I века н. э.) — значительная часть Британии. Кельты, пожелавшие остаться на территории Римской империи, подверглись сильной романизации.
Для круга «латенизированных» культур некельтского населения (ясторфской во всех её вариантах стадий Рипдорф и Зеедорф, зарубинецкой, оксывской, пшеворской, поянешти-лукашевской) используется термин «позднее предримское время». Для того, чтобы подчеркнуть латенизированность, «кельтскую вуаль» названных культур М. Б. Щукин предложил название «североевропейский латен».

## Языки
Ранее кельтский языки были распространены на очень большой площади; сегодня же сохраняются только шесть из них (островные кельтские языки), каждый из которых находится под давлением французского (в Бретани) или английского языков (в Великобритании и Ирландии) — это валлийский (имеющий наибольшее число носителей среди современных кельтских языков), корнский, ирландский, шотландский, мэнский и бретонский языки, при этом корнский и мэнский — возрождённые из мёртвых языки.
Все эти языки записываются сегодня алфавитами на основе латиницы; ранее для, например, записи ирландского языка использовалось также огамическое письмо.

## Поселения

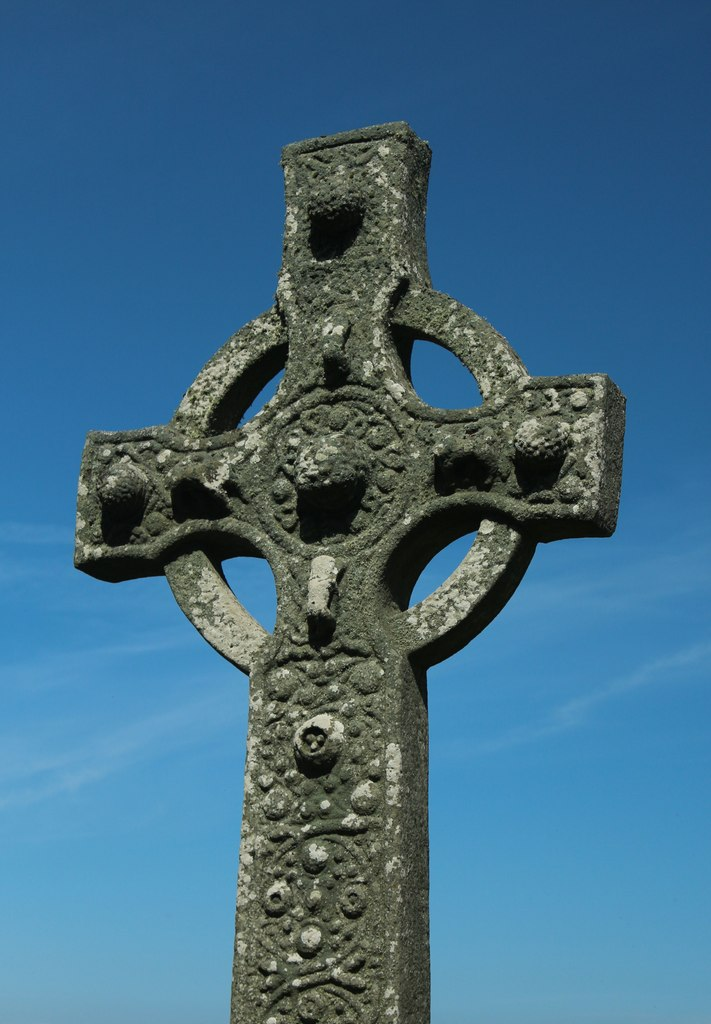
Кельтский крест

Кельты (главным образом в южной Франции) строили укреплённые поселения («оппидумы») с каменными строениями, окружённые массивными стенами из каменных блоков. Они превратились затем в города-крепости и торгово-ремесленные центры (Бибракта, Герговия, Алезия, Страдонице и др.). Были развиты земледелие и рыболовство. Искусно обрабатывали металл.

## Мифология и поверья

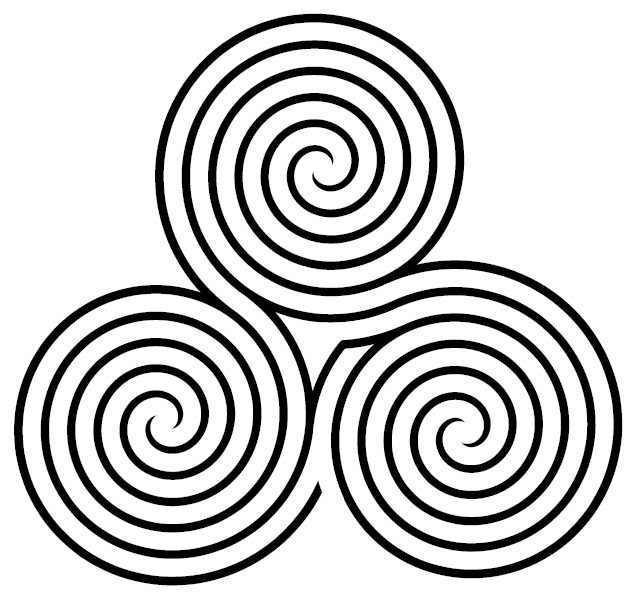
Кельтский трискелион

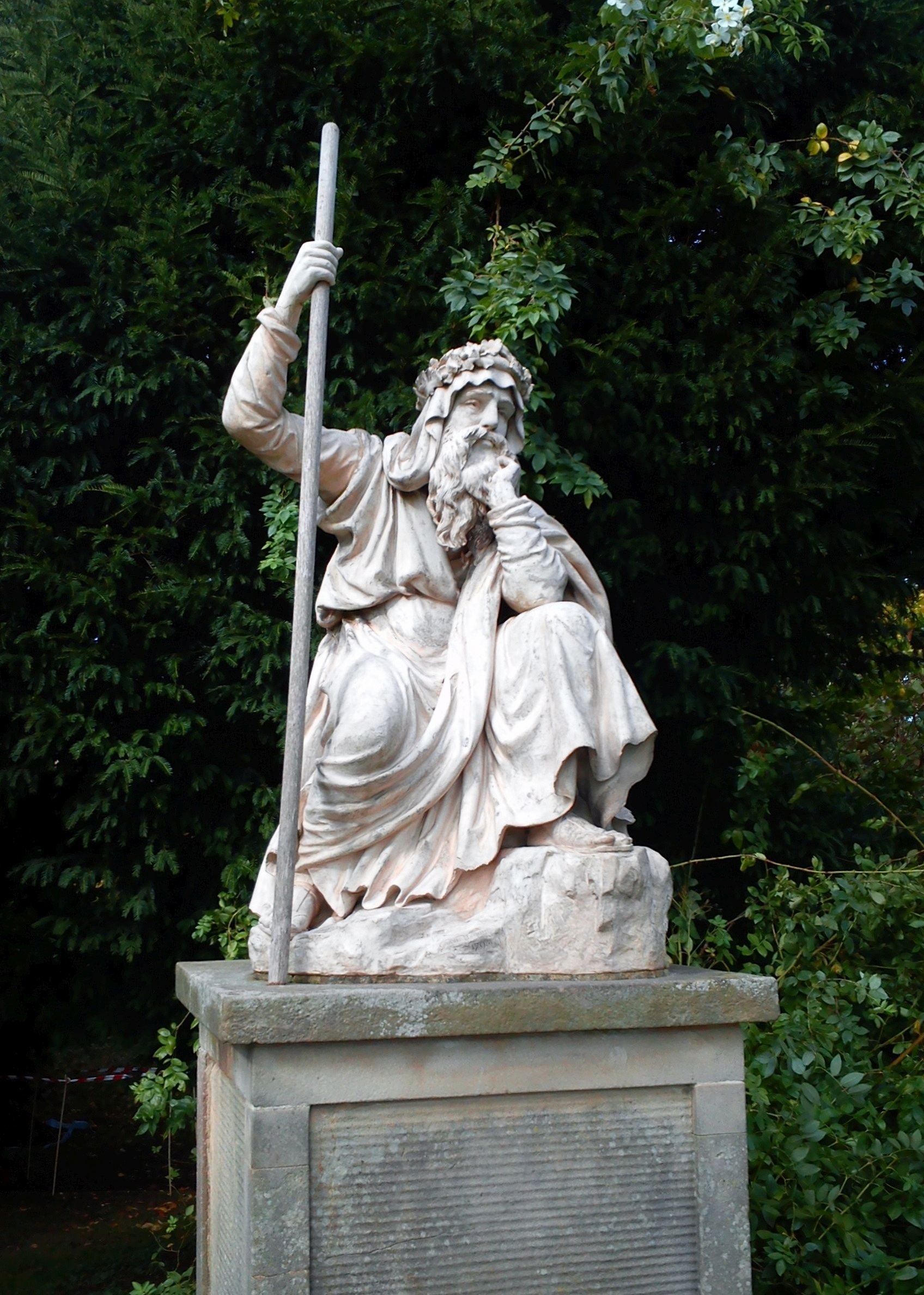
Статуя друида

Кельты жили по законам родоплеменного общества. Их культура была очень богата легендами и преданиями, которые веками передавались из уст в уста и, как правило, сохранились в нескольких вариантах, как, впрочем, и сами кельтские имена и названия. Археологические раскопки, проведённые в последнее время, помогли пополнить знание об образе жизни и традициях народа. Так же, как и большинство древних народов, кельты верили в загробную жизнь и при захоронении оставляли с умершим много бытовых предметов: тарелки, блюда, инструменты, оружие, ювелирные украшения, вплоть до телег и повозок с лошадьми. Центральную роль в мифологии занимала вера в переселение душ, что уменьшало страх перед смертью и во время войн поддерживало храбрость и самоотверженность.
Большим влиянием у кельтов пользовались друиды — жрецы, в руках которых сосредоточивались осуществление религиозного культа, высшая судебная власть и образование. Друиды ревностно охраняли свои знания, так как опасались потерять своё влияние, поэтому обучение друидов производилось исключительно устно, и ученик, в первую очередь, развивал память, чтобы запомнить огромное количество передаваемых устно сведений. Современное религиозное движение, связанное с друидами, носит название «неодруидизм».
У кельтов был богатый пантеон богов, хотя сведений о них сохранилось не так много. В основе религии лежит идея мирового древа (таковым считался дуб). Человеческие жертвоприношения производились лишь в самых крайних случаях — когда стране угрожала большая опасность. Говоря о древнекельтских (галльских и, в меньшей степени, бриттских) божествах, обычно называют следующие имена: Таранис, Кернунн, Эзус, Тевтат, Луг, Белен, Огмий, Бригита, Эпона.

### Поверья
Греческий историк Диодор Сицилийский писал, что, убив противника, кельтские воины «отрезают их головы и вешают на шеи своих коней, а принеся их домой, прибивают ко входам своих жилищ. Они сохраняли отрезанные головы побеждённых врагов в кедровом масле, а некоторые хвалились, что не отдали бы эти головы даже за такое же по весу количество золота…». Дело в том, что для кельтов голова — жилище души, поэтому отрезать голову врага означало, что его душа отделена от его тела, и он не сможет ожить. Вероятно, отрубленные головы врагов не только составляли самый значительный трофей победителя, но и были частью культа. При раскопках в Рокепертузе (Франция) был обнаружен невысокий портик с нишами, в которых находились человеческие черепа.

## Ирландское право
Самобытное национальное право, действовавшее в Ирландии с древнейших времён, было в начале XVII века отменено английским правительством и обречено на забвение как всё, что могло напомнить ирландцам об их прежнем национальном существовании, но в 1852 году британское правительство поручило ирландским учёным отыскать и издать памятники древнеирландского права.
Полагают, что правовые нормы, содержащиеся в «Великой книге древнего закона», сложились под влиянием брегонов, приблизительно в I столетии нашей эры, а юридические трактаты, служащие основой сборника и предметом позднейшей глоссы, составлены в эпоху введения в Ирландии христианства, то есть в первой половине V столетия, затем несколько веков были сохраняемы устным преданием, а в VIII веке были записаны. Древнейшая дошедшая до нас рукопись относится к XIV веку. Для изучения исходных основ и эволюции первобытного индоевропейского права нет другого источника — за исключением разве законов Ману, — который превосходил бы своей важностью старинные ирландские законы. Сенхус-Мор состоит из 5 книг, из которых первые две трактуют о судопроизводстве, последние три — о воспитании детей, о различных формах аренды и об отношениях разных лиц между собой, а также к церкви.
Материалом для книги Аицилля, другого источника информации о кельтском праве, послужили два произведения, из которых одно принадлежит королю Кормаку (около 250 г. н. э.), а другое — Ценнфеладсу, жившему четырьмя столетиями позднее; рукописи её не старше XV века, но сама книга составлена гораздо раньше, а описываемые в ней учреждения относятся к отдалённейшей древности.
Дополнением к этим двум главным источникам могут служить другие памятники древнеирландской литературы, в особенности же — церковные тексты — исповедь Святого Патрика, «Collatio canonum hibernica» и др.
Все эти памятники застают народ в состоянии родового быта, высшим проявлением которого был клан. Наряду с родовыми отношениями, а иногда и помимо них, устанавливалась путём аренды земли зависимость, аналогичная вассальным отношениям феодального строя. В основе аренды, которая, впрочем, могла быть и свободной, то есть не устанавливать зависимых отношений между съёмщиком и хозяином, лежала собственно отдача в пользование не земли, а скота (так называемый шетел, cheptel — от кельтс. chatal или chetal «скот»).
Собственник по имени был в действительности только управляющим общего родового имения, обременённого повинностями в пользу семьи. Брак заключался посредством покупки жён и до введения христианства, по-видимому, мог быть совершаем на один год. Выкуп за дочь шёл в пользу отца, но при последующих браках известная часть его, которая с каждым новым браком постепенно увеличивалась (закон предусматривает 21-кратный выход замуж), обращалась в пользу дочери. Когда отца заменял брат, он получал половину того, что причиталось отцу. Когда супруги были равны как по общественному положению, так и по вкладам, внесённым ими для составления общего имущественного фонда, то жена пользовалась одинаковыми правами с мужем и один без другого не мог вступать в сделки; в случае неравного брака преимущественное значение в домашних делах принадлежит тому из супругов, кто делал вклад. Наряду с этими случаями Сенхус-Мор предусматривает ещё 7 форм брачных отношений, напоминающих собой неправильные брачные соединения, о которых говорится в законах Ману. При разлучении супругов каждый берёт свой вклад целиком, благоприобретённые же имущества распределяются между ними на основании особых правил, предусматривающих мельчайшие детали.
Существовала весьма сложная система родственных отношений, применявшаяся не только к распределению наследственных имуществ, но и к раскладке денежных штрафов, занявших место кровной мести: к платежу и получению этих штрафов родственники призывались в том же порядке, как и к наследованию. Вознаграждение за убийство свободного человека (цена крови, eric) определялось в 7 рабынь (рабыня — обычная единица ценности у кельтов) или 21 дойную корову. Кроме того, существовала ещё цена чести (enechlann), размер которой зависел от состояния и общественного положения жертвы. От родственников преступника зависело, или уплатить за него, или же отказаться от него и обречь его на изгнание. Случайное убийство не освобождало от платежа вознаграждения; убийство тайное или из засады влекло за собой двойной штраф. Существовал тариф штрафов за поранения и побои. Размер вознаграждения за убытки находился в прямом отношении к званию потерпевшего и в обратном — к званию нанёсшего вред. Начальной стадией процесса служил арест, который налагался истцом на имущество (скот) ответчика и вместе с тем служил обеспечением иска. Если у ответчика не было никакого имущества, то он подвергался личному задержанию и отводился к истцу с оковами на ногах и цепью на шее; истец обязан был давать ему только чашку мясного отвара в день. Если истец и ответчик принадлежали к разным племенам и арест имущества последнего был неудобоисполним, то истец мог задержать всякое лицо из племени ответчика. Заложник платил за своего соплеменника и имел к нему право обратного требования. Если путём ареста имущества нельзя было побудить ответчика явиться на суд, то дело оканчивалось поединком, условия которого установлены были обычаем и который во всяком случае происходил при свидетелях.
Суд принадлежал главе клана или народному собранию, но вообще имел характер третейский. При постановлении решения он руководился мнением брегонов (собственно brithem, затем brehon «судья»), которые в языческую эпоху принадлежали к числу филе или филидов (filé «ясновидящий, пророк») — разряду жрецов, непосредственно следовавших за друидами; в Средние века они сделались наследственной корпорацией. Брегоны — это вещатели права, хранители формул и довольно сложных обрядов процесса, отличавшегося обычным в древности формализмом; в своих заключениях они не создают право, а только раскрывают и формулируют те правовые нормы, которые кроются в правовом сознании народа. Брегоны были также поэтами и стояли во главе школ, в которых путём устной передачи изучалось право вместе с правилами поэтического творчества. В языческую эпоху принадлежность брегонов к числу жрецов сообщала заключениям их религиозный авторитет, тем более, что филе приписывалось сверхъестественное могущество, способность низвести на непокорного всяческие беды. Тогда во главе сословия филе стоял так называемый олав (ollaw), соответствующий по своему положению верховному друиду галлов. И после введения христианства заключения брегонов не лишились мистического оттенка: на суде совершались разные магические действия брегона, которые должны были вызвать сверхъестественные откровения. Затем доказательствами служили судебный поединок, присяга, ордалии, поддержка соприсяжников.

## Кельтские названия в современной Европе

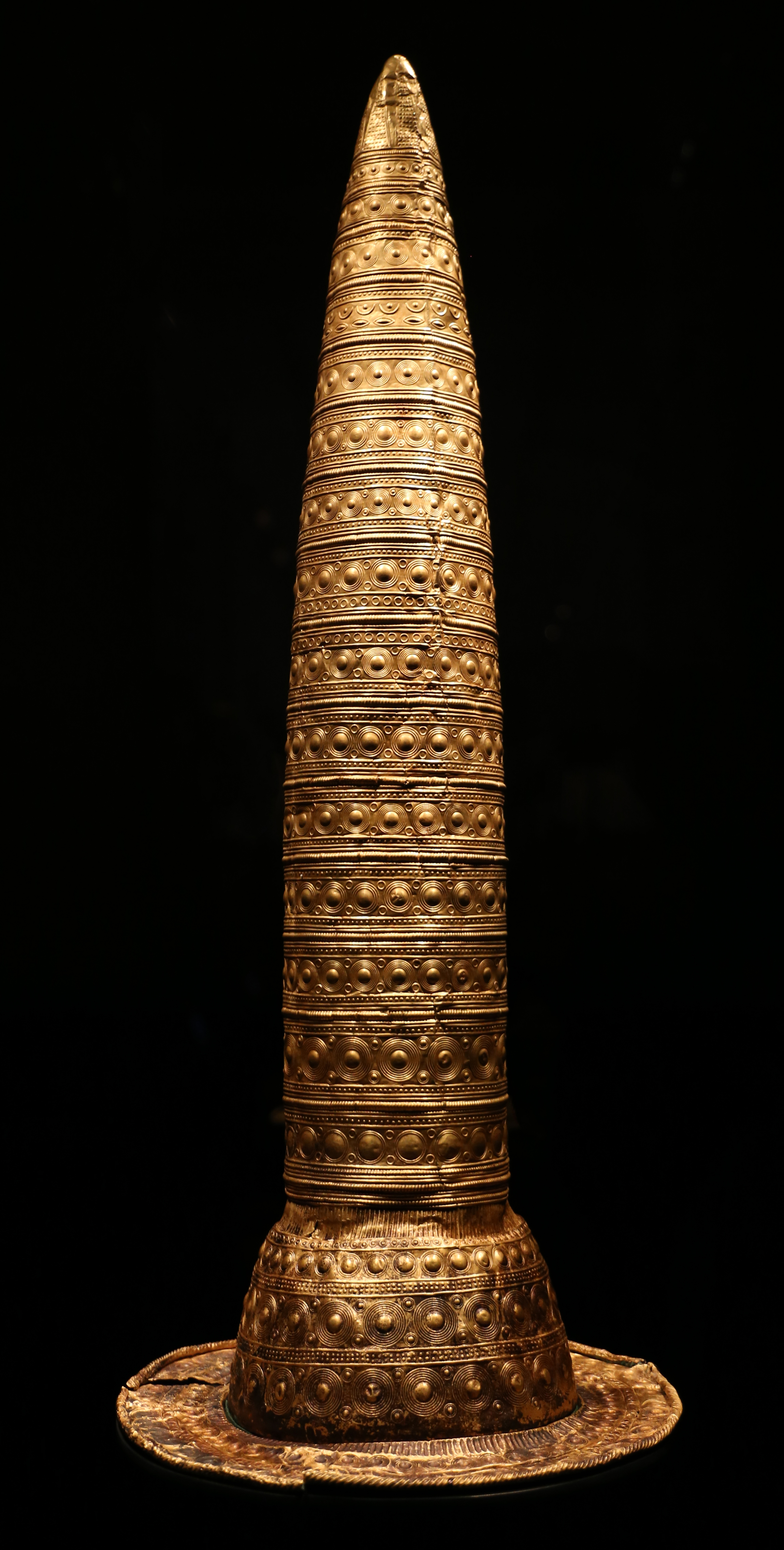
Вотивная Берлинская Золотая шляпа.

- Амьен — от названия галльского племени амбианов;
- Бельгия — от названия белгов;
- Белфаст — «брод песчаной отмели»;
- Богемия (устаревшее название исторической области Чехии) — от имени племени бойев;
- Бретань (область во Франции) — по названия племени бриттов;
- Британия — от того же названия;
- Бурж — от названия битуригов;
- Галатия (историческая область на территории современной Турции) — от греческого названия кельтов галаты;
- Галисия (провинция в Испании);
- Галиция (историческая область на территории Украины);
- Галлия — историческая область на территории современной Франции, Бельгии, части Швейцарии, Германии и Северной Италии;
- Дублин — «чёрное озеро» по-ирландски;
- Кардифф;
- Кемпер — «слияние рек» по-бретонски;
- Кельтское море;
- Кембрийские горы — от самоназвания валлийцев кимры;
- Лангр — от названия галльского племени лингонов;
- Лион — «Крепость Луга», от древнего названия Lugdunum (Lug — галльский бог Солнца, галл. dun — «крепость, холм»);
- Нант — от названия намнетов;
- Овернь — от названия арвернов;
- Париж — от названия паризиев;
- Перигор — историческая область во Франции;
- Пуатье — от названия кельтского племени пиктонов (пиктавов);
- Сена (река во Франции), от галльского Sequana;
- Тур — от названия кельтского племени туронов;
- Труа — от названия кельтского племени трикассов.

## Современные кельтские народы
- Ирландцы (самоназвание — ирл. Muintir na hÉireann или ирл. na hÉireannaigh, единственное число — Éireannach, название языка — An Ghaeilge, название государства — Poblacht na hÉireann (Республика Ирландия))
- Валлийцы (самоназвание — валл. Cymry, единственное число — Cymro, название языка — Cymraeg, название страны — Cymru, название административно-территориального образования — Tywysogaeth Cymru (Княжество Уэльс))
- Шотландцы (самоназвание — гэльск. Albannaich, название языка — Gàidhlig, название страны — Alba, название административно-территориального образования — Rìoghachd na h-Alba (Королевство Шотландия))
- Бретонцы (самоназвание — брет. Brezhoned, название языка — Brezhoneg, название провинции — Breizh (Бретань))
- Корнцы (самоназвание — Kernowyon, название языка — Kernowek, название графства — Kernow (Корнуолл))
- Мэнцы (самоназвание — Ny Manninee, название языка — Gaelg, Gailck (мэнский), название территории — Ellan Vannin (Остров Мэн))